# Sébastien de Brossard
Pour les articles homonymes, voir Brossard.
Sébastien de Brossard est un prêtre, théoricien de la musique, compositeur et collectionneur français, né et baptisé le 12 septembre 1655 à Dompierre (Orne) et mort le 10 août 1730 à Meaux (Seine-et-Marne). C'est un représentant de la musique baroque française.

## Biographie
Fils de Gilles de Brossard et d'Antoinette Le Court (ou Lecomte), Sébastien de Brossard nait le 12 septembre 1655 à Dompierre (Orne) ; il est baptisé le même jour dans l'église de ce village normand. Il est issu d'une famille de gentilshommes verriers de Normandie dont l'origine remonte au XIIIe siècle : la famille de Brossard était en effet issue d'une union entre Charles de Valois (1270-1325), fils du roi de France Philippe III le Hardi, et Hélène de Brossard, fille du grand argentier du roi Herbert de Brossard.
Après des études de philosophie et de théologie à Caen, Sébastien de Brossard reçoit la prêtrise en 1675, étudie la musique en autodidacte et s'établit à la cathédrale Notre-Dame de Paris en 1678. Le jeune prêtre y approfondit sa connaissance, notamment sur les traités théoriques de la musique.
Il est nommé vicaire à la cathédrale de Strasbourg, à la suite de l'annexion de la ville par Louis XIV en 1681, puis maître de chapelle au service du chapitre cathédral. Il fonde également une Académie de Musique (société de concerts et d'enseignement), dans la même ville en 1687. C'est encore à Strasbourg qu'il se procure la majeure partie de son importante bibliothèque musicale. De surcroît, il établit une collection manuscrite de 157 sonates, provenant de Baden-Baden, qui porte le nom de Codex Rost, d'après celui du musicien et copiste Franz Rost (de) (1640 ?-1696), en poste à l'église Saint-Pierre-le-Vieux de Strasbourg.
À la suite de la mort en mai 1698 de François Chaperon, maître de musique à la Sainte-Chapelle, Sébastien de Brossard quitte Strasbourg, voulant regagner un poste à Paris. Mais avant qu'il n'y arrive, cette fonction est attribuée à Marc-Antoine Charpentier. Le musicien déçu est accueilli à Meaux par Pierre Tabart, qui prépare sa retraite, et lui propose de lui succéder comme maître de chapelle. Ce projet ayant été contesté par un chantre, sous prétexte que Brossard n'avait jamais été enfant de chœur, il se fait enfermer dans une pièce, entre le 9 décembre à 13 heures et le lendemain à 22 heures, afin de composer un nouveau motet Retribuo servo tuo, qui est reconnu venir d'un musicien capable. Le 28 décembre 1698, Brossard est en conséquence nommé maître de chapelle de la cathédrale de Meaux, en succession de Pierre Tabart.
Il est assez vraisemblable que Brossard était en relation étroite avec Jacques-Bénigne Bossuet († 1704), évêque de Meaux, grand théologien et membre de l'Académie française. Chanoine du chapitre depuis 1709, il laisse la maîtrise à un de ses élèves, en 1715. Il meurt le 10 août 1730 à Meaux et est inhumé dans la cathédrale Saint-Étienne de cette ville.

## Œuvres

### Musicologie
Brossard écrit un ouvrage sur les termes grecs, latins et italiens dans la musique et le premier Dictionnaire de musique en langue française (1701, rééd. 1703). Il est également l'auteur d'une Histoire de la musique (perdue). Religieux sans héritier, il propose en 1724 de céder sa belle collection musicale à la Bibliothèque royale, en échange d'une pension, et en rédige le Catalogue. La collection contient alors un total de 959 ouvrages, y compris 262 traités théoriques. Si la plupart des partitions qui s'y trouvent sont des œuvres de musique sacrée avec 467 partitions, Brossard n'exclut pas la musique profane, en 132 partitions. S'y trouvent aussi 98 partitions instrumentales. Il tente encore, en 1726, de transmettre à la Bibliothèque royale la vaste collection d'œuvres italiennes de Michel-Richard Delalande, décédé, et provenant de l'abbé Nicolas Mathieu († 1706).
Manuscrit de 393 pages accompagné d'une table alphabétique de 253 pages, le catalogue de la collection Brossard constitue encore aujourd'hui une source inépuisable de renseignements qui complète souvent nos connaissances sur la production musicale de l'époque ; toutefois de nombreuses partitions ne s'y trouvent plus, tels deux motets de Guillaume Bouzignac, des oratorios et motets de Marc-Antoine Charpentier et de Giacomo Carissimi. Brossard nous éclaire aussi sur l'esthétique et les théories musicales de son temps, dans les nombreuses annotations portées sur son catalogue. Deux traités constituent des sources uniques : les règles de l'accompagnement au clavecin de François Couperin et les règles de la composition d'après Charpentier. Le fonds manuscrit de Brossard est surtout conservé au Département de la Musique, mais une partie est conservée à Tolbiac (Dépt. des Imprimés).

#### Ouvrages
- Sébastien de Brossard, Dictionnaire de musique, Paris, C. Ballard, 1705, XII + 380 (BNF 30165458, lire en ligne)
- Sébastien de Brossard, Catalogue : Des livres de musique theorique et prattique, vocalle et instrumentalle, 1724 (BNF 42678184, lire en ligne)
- Sébastien de Brossard, Lettre en forme de dissertation à Monsieur Demoz, sur sa nouvelle méthode d'écrire le plain-chant & la musique, Paris, J.-B.-C. Ballard, 1729, 37 p. (BNF 30165461, lire en ligne)

### Composition
Brossard est l'auteur de plusieurs grands et petits motets, de cantates, ainsi que d'une mise en polyphonie des Lamentations du prophète Jérémie (1721). L'imprimeur parisien Christophe Ballard, qui appréciait ce compositeur, publia de lui six Livres d'airs sérieux et à boire (1691-1698). L'œuvre instrumental de Brossard contient des sonates pour violon et basse continue, des sonates en trio et des pièces pour orchestre.
Liste sélective des œuvres :

#### Motets
- Ave vivens hostia (version de la source PR.I - 1702) SdB.23 [7]
- Ave vivens hostia (version de la source Ms, BERK) SdB.23 [7]
- O Jesu quam dulce SdB.24 [7]
- Congratulamini filiæ Syon SdB.25 [7]
- O vos ætherei SdB.26 [7]
- Festivi martyres SdB.27 [7]
- Angele sancte SdB.28 [7]
- Sonitus armorum SdB.29 [7]
- Quemadmodum desiderat cervus SdB.30 [7]
- O plenus irarum dies SdB.31 [7]
- Salve Rex Christe - Salve regina SdB.32 [7]
- O Domine quia refugium SdB.33 [7]
- Qui non diligent te SdB.34 [7]
- Festis læta sonent SdB.35 [7]
- Psallite superi SdB.36 [7]
- Templa nunc fument  SdB.37 [7]
- Sicut cervus ad fontes SdB.38 [7]
- O Mysterium ineffabile SdB.39 [7]
- Pange lingua SdB.40 [7]
- Lauda anima mea SdB.41 [7]
- Pulchra chora anima SdB.42 [7]

4 Leçons des morts 
- Parce mihi Domine SdB.43 [9]
- Tædet animam meam SdB.44 [9]
- Manus tua facerunt me SdB.45 [9]
- Responde mihi SdB.46 [9]

- Nisi Dominus SdB.47 [9]
- Elevation pro die purificationis, Stupete gentes SdB.48 [9]
- Beati immaculati SdB.49 [9]
- Canticum in honorem S. Cæcilliæ, in cymbalis et organo SdB.50 [9]
- Canticum in honorem S.pii Quinti, felix Dominici  SdB.51 [9]
- Silentium dormi SdB.52 [9]
- Miserere mei Deus SdB.53 [9]

- Magnificat SdB.54 [9]

9 Leçons de Ténèbres SdB.57 à SdB.65 :
- Première leçon de Ténèbres du Mercredi Saint (1696-1697)
- Première leçon de Ténèbres du Jeudi Saint
- Première leçons de Ténèbres du Vendredi Saint
- Deuxième leçon de Ténèbres du Mercredi Saint
- Deuxième leçon de Ténèbres du Jeudi Saint
- Deuxième leçon de Ténèbres du Vendredi Saint
- Troisième leçon de Ténèbres du Mercredi Saint
- Troisième leçon de Ténèbres du Jeudi Saint
- Troisième leçon de Ténèbres du Vendredi Saint

#### Œuvres scéniques
- Typhon & les Géants  SdB.67 [10]
- Concert sur l'Alceste de Lully SdB.69 [10]
- Intermèdes SdB.68 [10]

#### Œuvres chorales[11]
- Retribue servo tuo SdB.4
- Missa quinti toni (Messe de Noël) SdB.5
- O miraculum navitatis SdB.6
- Stabat Mater SdB.8
- Cantique à Ste Cécile SdB.9
- Ave verum corpus SdB.10

#### Cantates
- Cantate morale sopra La vanita SdB.76 [12]
- Leandro SdB.77 [13]
- Judith SdB.72 [14]
- Abraham SdB.69 [15]
- La cheutte de Salomon SdB.71 [16]
- Les misères humaines SdB.75 [15]
- Les Trois enfans de la fournaise SdB.73 [17]
- Samson et Dalila SdB.70 [18]

#### Oratorios
- Dialogus Pœnitentis animæ, SdB.55 [19]
- Oratorio sopra L’immaculata, SdB.56  [19]

#### Grands Motets
- In convertendo Dominus SdB.2 [20]
- Miserere mei Deus SdB.1[21]
- Canticum eucharisticum SdB.3 [22]

#### Musique instrumentale[23]
- Première courante SdB.214
- Seconde courante SdB.215
- Sonate pour violon et basse continue SdB.216
- Sonate pour violon et basse continue SdB.217
- Menuet SdB.218
- Symphonie SdB.219
- Sonate en trio SdB.220
- Sonate en trio SdB.221
- Sonate en trio SdB.222
- Sonate en trio SdB.223
- Sonate en trio SdB.224
- Symphonie de Noël SdB.225
- Ritournelle ajoutée au Vidi Impium de Carissimi SdB.226
- Symphonia ajoutée au Exalta vocem tuam de foggia SdB.227
- Simphonie pour le Graduel (sol mineur) ajoutée à la missa S. Antonii Padovani de Baldrati SdB.228
- Simphonie pour le Graduel (la Majeur) ajoutée à la Missa Gaudimus omnes de Cosset SdB.229
- Simphonie pour le Graduel (la mineur) ajoutée à la Missa Concertata de Grandi SdB.230

#### Airs[24]
- Vous demandez, Iris SdB.78
- Je ne viens plus SdB.79
- Héros dont le départ SdB.83
- Vous me dites, Iris SdB.84
- Un berger amoureux SdB.85
- Ne crois pas, folâtre berger SdB.86
- Lisette n'est plus inhumaine SdB.87
- Pour chanter de bon gout SdB.89
- Iris, si c'est vous offenser SdB.90
- Vous m'accusez à tort SdB.91
- Quand une inconstante bergère SdB.92
- Je meurs pour vous SdB.93
- Ah ! Je sens bien SdB.94
- Chaque jour l'ingrate Climeine SdB.95
- Ah ! qu'un berger est dangeteux SdB.96
- Tous les jours dans ce bocage SdB.97
- Quand je n'aimais que ma musette SdB.98
- On sait que j'ai pour vous SdB.99
- Jeanne et Colin SdB.100
- Vous que le ciel fit naître SdB.101
- Que vous êtes heureux SdB.102
- L'amour, quand on aime SdB.103
- Non, vous ne m'aimez plus SdB.104
- Sombres forêts SdB.105
- Heurux moutons SdB.106
- Tu gardes tes moutons SdB.107
- Ne me demandez point SdB.108
- L'Amour folâtrant SdB.109
- Que sert à mon amour SdB.110
- Charmante Iris SdB.111
- Une langueur extrème SdB.112
- Je suis tendre et fidèle SdB.113
- Pour avoir bu de notre vin SdB.114
- Pour n'avoir su me défendre SdB.115
- Je suis prêt de revoir SdB.116
- Consolez vous SdB.117
- Aimables lieux SdB.118
- Qu'un cœur souffre SdB.119
- Peut être de vos amis SdB.120
- Doux amis du repos SdB.121
- Ô l'heureux sort SdB.122
- Quand on est aimé SdB.123
- Est bien fol qui se délivre SdB.124
- Chez cette rare beauté SdB.125
- Soyez tendre, soyez fidèle SdB.126
- Que le tourment est rigoureux SdB.127
- Pourquoi me fuyez vous SdB.128
- Que ces prés, ces ruisseaux SdB.129
- Qu'on puisse oublier SdB.130
- Aimons, c'est un plaisir extème SdB.131
- De vos rigueurs et de mes peines SdB.132
- Le peu de résistance SdB.133
- Gardez vous d'être inhumaines SdB.134
- Mes moutons, mon chien SdB.135
- Iris au bord de la Seine SdB.136
- Facheux respect SdB.137
- Aux lois d'amour mon cœur SdB.138
- Chaque, chaque instant SdB.139
- Tandis qu'on vous aime SdB.140
- Petits moutons, qui dans la plaine SdB.141 a
- Petits moutons qui dans la plaine SdB.141 b
- Je cherche en vain SdB.142
- Amants quand finiront vos peines SdB.143
- Je ne saurais donner SdB.144
- Vous savez tous chanter SdB.145
- Sans l'amour, les plaisirs SdB.146
- Je n'aime plus ni catin ni Sylvie SdB.147
- Pressé de mon dépit extrême SdB. 148 a
- Pressé de mon dépit extrême (Annexe) SdB.148 b
- Iris, est-il un cœur SdB.149
- Vous ne m'entendrez plus SdB.150
- En vain je languis SdB.151
- Dans ce vaste univers SdB.152
- Retirons nous dans les hameaux SdB.169
- Feuillages, bois SdB.170
- La fierté sied bien SdB.171
- Lisette me dit SdB.172
- Tout ce qui flatte SdB.173
- Une flamme satisfaite SdB.174
- Dans ces lieux rêvons SdB.175
- Les amants pour se saisfaire SdB.176
- Déjà l'hiver menace SdB.177
- Mes moutons sont tous languissants SdB.178 a
- Mes moutons sont tous languissants SdB.178 b
- Petits agneaux SdB.179
- Si je n'avais promis SdB.180
- Quand on aime et qu'on est sage SdB.181
- Ah ! n'aimerez vous point SdB.182
- J'aime une blonde SdB.183
- Tu ne dois pas, jeune Lisette SdB.184
- Il est doux, belle bergère SdB.185
- Il faut partir SdB.186
- Amants qui soupirez SdB.187
- Tant que dans nos hameaux SdB.188
- Je crains plus que le tonnerre SdB.189
- Qu'on ne me serve plus SdB.190
- Puisque la campagne SdB.191
- Au vent les étendards SdB.192
- Chantons tous trois SdB.193
- Amour ne trouble pas SdB.194
- Quel courroux ! quelle rage SdB.195 a
- Quel cahos quel mélange (annexe) SdB.195 b
- Quand je suis las SdB.196
- Bacchus et l'amour SdB.197
- Pour passer le temps SdB.198
- Alerte vignerons SdB.199
- Nos bergères sont légères SdB.200
- Jeune et charmante Iris SdB.201
- J'allais mourir d'amour SdB.202
- Que maudit soit le fracas SdB.203
- Amis, j'ai trouvé le secret SdB.204
- Ah ! quelle folie d'aimer SdB.205
- Au doux son de ma flûte SdB.210
- On me reproche en vain SdB.211
- Vents, qui dans nos forêts SdB.213

## Réception
Sébastien de Brossard est considéré comme un des pères de la musicologie française, et comme un des fondateurs du fonds musical de la Bibliothèque nationale de France. La publication de l'édition critique de ses œuvres a été menée par le Centre de musique baroque de Versailles, sous la direction de Jean Duron. Ce dernier est également l'auteur du catalogue de son œuvre. Le Centre de musique baroque de Versailles lui a consacré sa saison musicale en l'année 1995.

## Discographie
- Cantiques sacrez, Salve Rex Christe, Psallite Superi, Qui non diligit te, O Domine quia refugium, Templa nunc fument, Oratorio seu Dialogus Pœnitentis animæ cum Deo, Festis lasta sonens, Noémie Rime, soprano, Jean-Paul Fouchécourt, alto et ténor, Ian Honeyman, ténor, Bernard Deletré, basse, Le Parlement de Musique, dir. Martin Gester CD Opus 111 1992.
- Messe du Ve ton (Messe de Noël) (SdB.5), Stabat Mater (SdB.8), Maitrise de Haute Bretagne, Geoffrey Marshall, orgue, Claire Devilleneuve, violoncelle baroque, dir. Jean-Michel Noël CD M.H.B. 02 1993.
- Missa quinti toni pour la fête de Noël (SdB.5), Ensemble vocal du Parlement de Musique, direction et orgue Martin Gester CD France Musique collection Tempéraments 1996.
- Première leçon des morts, Troisième leçon des morts, Quatrième Leçon des morts, pour dessus et hautre-contre, deux violons et basse continue, Sonate en trio pour deux violons et basse continue, Dialogus pœnitentis animæ com Deo pour dessus et alto, deux violons, basson et orgue obligés, Véronique Gens, dessus, Gérard Lesne, haute-contre et dir. Il Seminario Musicale. CD Virgin veritas 1997.
- Grands motets, In convertendo Dominus (SdB.2), Miserere mei Deus (SdB.1), Canticum eucharisticum pro pace (SdB.3), solistes, Chœur de chambre Accentus, Ensemble baroque de Limoges, dir. Christophe Coin CD Auvidis Astrée 1997.
- Missa quinti toni pour la fête de Noël, (SdB.5), Stabat mater, (SdB;8) Retribue servo tue (SdB.4), Les Pages & les Chantres de la Chapelle, Le Mercure galant, dir. Olivier Schneebeli CD Auvidis Astrée 1997.
- Canticum primum, Canticum secundum, Canticum quartum, Canticum quintum, Isabelle Desrochers, soprano, Frédéric Désenclos, orgue CD Auvidis Astrée 1998.
- Oratorio Sopra l'immaculata Conceptione Della B. Vergine (SdB.56), Sonata 2da (ut majeur) (SdB.224), Cantate Leandro (SdB.77), Dialogus Pœnitentis Animæ cum Deo (SdB.55), Ensemble La Rêveuse, dir. Benjamin Perrot / Florence Bolton, Emmanuel Mandrin, orgue, Bertrand Cuiller, clavecin CD Mirare 2011.
- Sonate en trio en mi mineur (SdB.220), Sonate en trio en la mineur (SdB.223), Stabat mater (SdB.8), La Nuova Musica, dir. David Bates CD HMU 807659 Harmonia Mundi USA 2016.
- Silentium dormi (SdB.52), Ensemble Sébastien de Brossard, dir. Fabien Armangaud CD ENP 001 Enphases 2017.
- Miserere mei Deus, Stabat mater, Ave verum corpus, Les Arts Florissants, dir. Paul Agnew CD Harmonia Mundi 2018.
- Sonate en trio in A minor, Sonate in C major, Sonate in D major, Ensemble Diderot CD Audax Records 2019. Diapason d’or, Choc Classica.

## Hommage
Il existe une rue Sébastien-de-Brossard à Meaux (Seine-et-Marne). Il existe également une impasse Sébastien-de-Brossard à Domfront (Orne).

### Œuvres et catalogues de Brossard
- Sébastien de Brossard, Catalogue des livres de musique théorique et pratique [...] qui sont dans le cabinet du sieur Sébastien de Brossard, Manuscrit, 1724. Paris BNF (Mus) : Rés Vm8 20 et copie en Rés Vm8 21.
- Sébastien de Brossard, [Notes pour un Dictionnaire historique de la musique et des musiciens]. Manuscrit autographe, [c. 1717], 11 vol 8° obl. Paris BNF (Mss.) : NAL 519 à 530. Cf. Duron 1995 n° 284.
- Yolande de Brossard, La collection Sébastien de Brossard 1655-1730 : catalogue. Paris : Bibliothèque nationale de France, 1994, XXV-539 pages,  (ISBN 9782717718331) (édition du Catalogue ci-dessus).
- Jean Duron, L’Œuvre de Sébastien de Brossard (1655-1730), catalogue thématique. Paris : Klincksieck : Paris : CMBV, 1996, 560 p.  (ISBN 2-252-03039-9)
- Yolande de Brossard, Sébastien de Brossard : théoricien et compositeur, encyclopédiste et maître de chapelle, 1655-1730, Picard, 1987.
- François Alexandre Aubert de La Chesnaye des Bois, Dictionnaire de la Noblesse : contenant les généalogies, l'histoire et la chronologie des familles nobles de France, Paris, 1771.

### Biographie et études
- Xavier Bisaro, « Le chanoine au village : Sébastien de Brossard et le Processionnal à l'usage des paroisses du diocèse de Meaux (1724) », Musiques en liberté entre la cour et les provinces au temps des Bourbons : volume publié en hommage à Jean Duron, éd. Bernard Dompnier, Catherine Massip et Solveig Serre (Paris : École des Chartes, 2018), p. 199-211.
- Bernard Dompnier, « Les motets et le culte : réflexions sur le catalogue des œuvres de Sébastien de Brossard », Musiques en liberté entre la cour et les provinces au temps des Bourbons : volume publié en hommage à Jean Duron, éd. Bernard Dompnier, Catherine Massip et Solveig Serre (Paris : École des Chartes, 2018), p. 35-46.
- Jean Duron (éd.), Sébastien de Brossard à Versailles. Arles : Actes Sud, 1995, 140 p.
- Jean Duron (éd.), Sébastien de Brossard musicien [Actes du Colloque Sébastien de Brossard, Royaumont et Versailles, juin 1995]. Paris et Versailles : 1998.
- Laurent Guillo, « La bibliothèque de musique des Ballard d’après l’inventaire de 1750 et les notes de Sébastien de Brossard », Revue de musicologie 90/2 (2004) p. 283-345 et 91/1 (2005) p. 195-232.
- Yavor Konov, Sébastien de Brossard et son Dictionnaire de musique (Sofia, Bulgarie: Société Musicale “Vassil Stéphanoff”, 2003, 132 p.)
- Yavor Konov, Héritage lexicographique, historiographique & bibliographique de Sébastien de Brossard (1655–1730) – prêtre, musicien & érudit (Sofia, Bulgarie: Société Musicale “Vassil Stéphanoff”, 2008, 464 p.),  (ISBN 978-954-9425-05-5)
- Sébastien de Brossard, Dictionnaire de musique (2, 1705). Traduction et commentaires Yavor Konov (Sofia, Bulgarie: Niba Consult, 2010, 656 p.)
- Panov, Alexei and Ivan Rosanoff, « Sébastien de Brossard’s Dictionnaire of 1701 : a comparative analysis of the complete copy », Early music 43/3 (2015), p. 417-430.